# سفید دره
سفید دره (به لاتین: Sefid Darreh) یک منطقهٔ مسکونی در افغانستان است که در ولایت بدخشان واقع شده‌است.